# Revista para la Mujer
La Revista Para la Mujer o Revista de la Mujer Nacional Sindicalista va ser una publicació quinzenal entre l'any 1939 i 1946. Iniciada el 15 d'agost de 1939 després de la victòria del front nacional a la Guerra Civil Espanyola, consta de 80 edicions on es tracta el paper de la dona dins el feixisme i la dictadura de Francisco Franco, relegant-la a un paper essencialment domèstic i de cura dels fills i la casa i la devoció a la religió catòlica.

## Origen
Acabada la Guerra Civil l'1 d'abril de 1939 amb la victòria de les forces franquistes en front de les republicanes i instaurat el govern de Francisco Franco, el “Movimiento” pren possessió de les diferents organitzacions de l'Estat. En aquest moment és quan la maquinaria de propaganda del règim comença a funcionar. Des d'una de les bases franquistes, més concretament des de la Sección Femenina, es decideix la creació a l'agost de 1939 de la La Revista Para la Mujer o Revista de la Mujer Nacional Sindicalista amb la intenció de difondre els valors que el franquisme volia inculcar a la dona, és a dir, l'ocupació dels fills, la família, la casa i la religió. Aquesta secció del franquisme va néixer durant la Segona República Espanyola juntament amb la Falange Espanyola Tradicionalista. La líder de la Sección Femenina va ser Pilar Primo de Rivera, filla del dictador Miguel Primo de Rivera i germana del fundador de la FET (Falange Espanyola Tradicionalista).

## Història
El primer número va ser publicat el 15 d'agost de 1939 i obre amb una cita de José Antonio Primo de Rivera (fundador de la FET), un article que parla sobre la missió de la dona i un altre en honor de Nuestra Señora del Tránsito. A més, la publicació està decorada amb símbols falangistes com les fletxes i el lema: «España, una, grande y libre». Pel que fa a l'evolució, no presenta grans canvis entre l'edició d'agost del 1939 i l'última, del 24 de març de 1946, només una ampliació dels continguts, com les obligacions de la dona dins de la Sección Femenina, la dona dins l'esport, com cuidar els nens i cursos de formació per ser millors dones, és a dir, dedicar tot el temps a la casa, la família i l'església. També cal destacar que la gran majoria d'edicions tenien cites de José Antonio Primo de Rivera o d'altres referents falangistes. Per una altra banda, la revista no presentava irregularitats pel que fa a la seva publicació, atès que estava sota el control del règim franquista que tenia plenitud de poders. 

## Número de publicacions
Presenta un total de 80 números des del 15 d'agost de 1939 fins al 24 de març de 1946. Per tant, la revista presentava entre 2 i 3 edicions al més, encara que a partir de setembre de 1945 redueix a un número mensual. També cal destacar que inclou un número especial dedicat a la figura de José Antonio Primo de Rivera.

## Directors i col·laboradors principals
La publicació era editada pel ganivet de premsa de la Sección Femenina i no s'estipula qui era el redactor o redactora. Era habitual que inclogués aportacions de figures franquistes i falangistes com José Antonio Primo de Rivera, Pilar Primo de Rivera o ministres de la dictadura, sempre en forma de cites breus.